# 블라디보스토크항

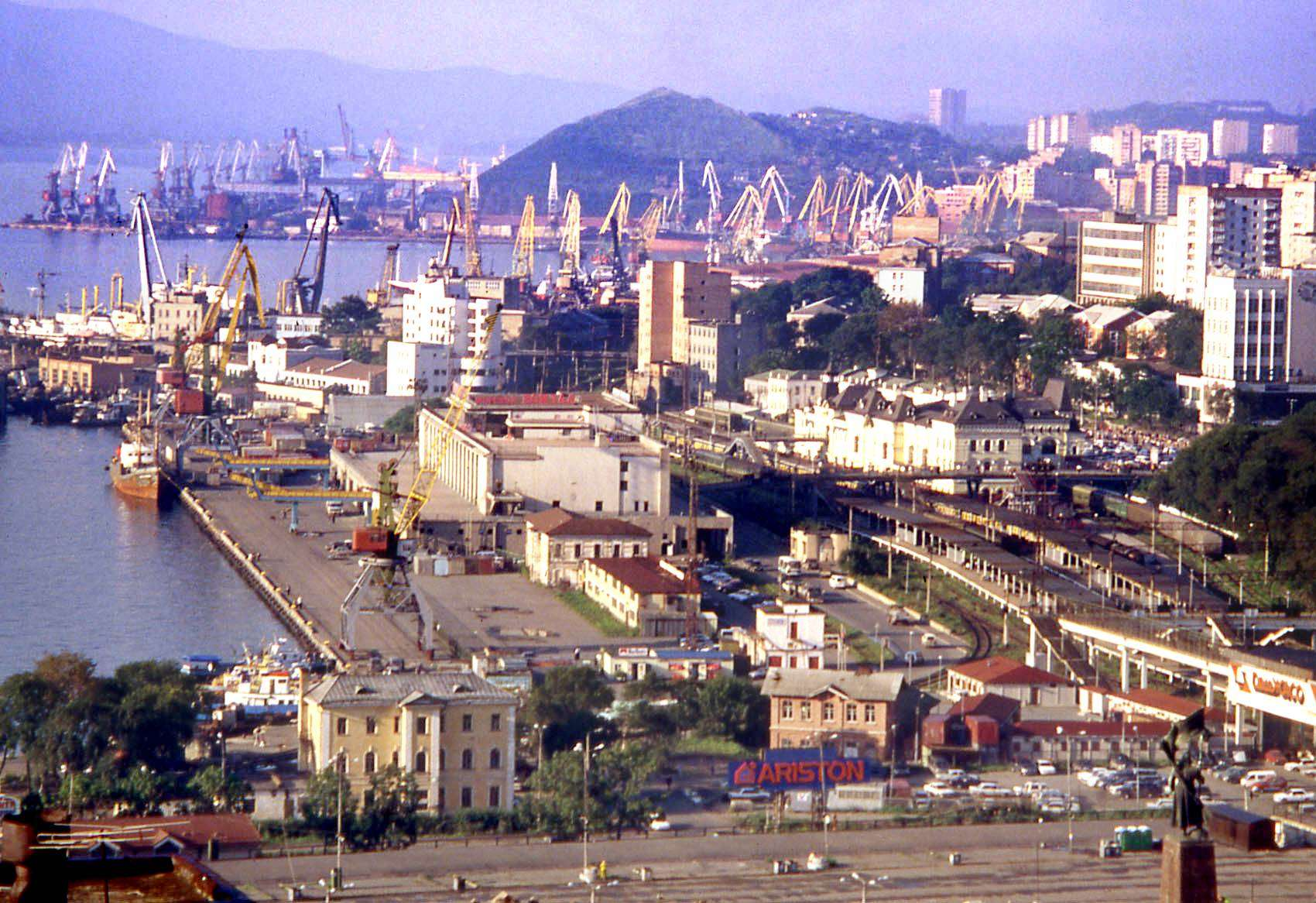
블라디보스토크항 여객 전용 부두

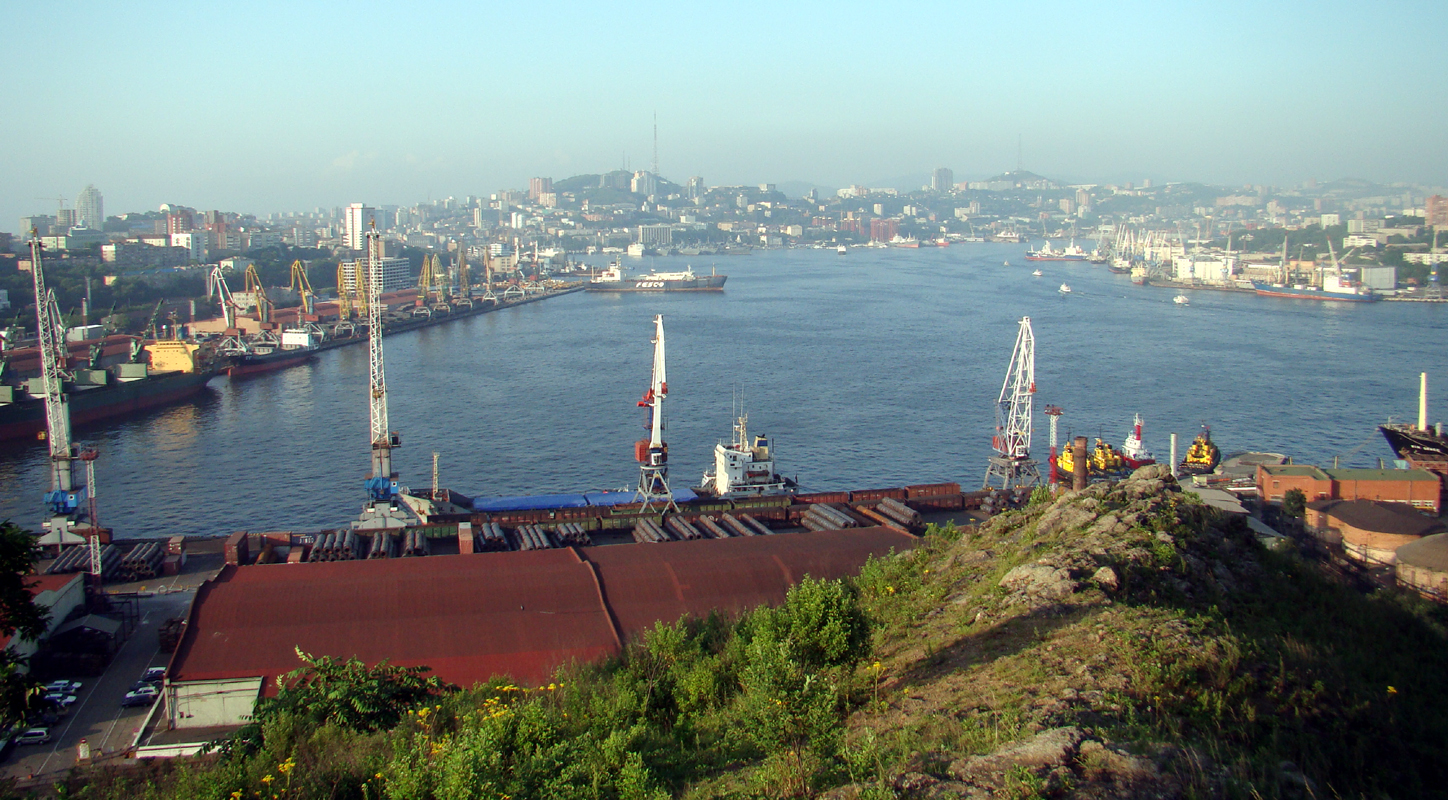
해당 산 주위에서 바라본 시가지 전경.

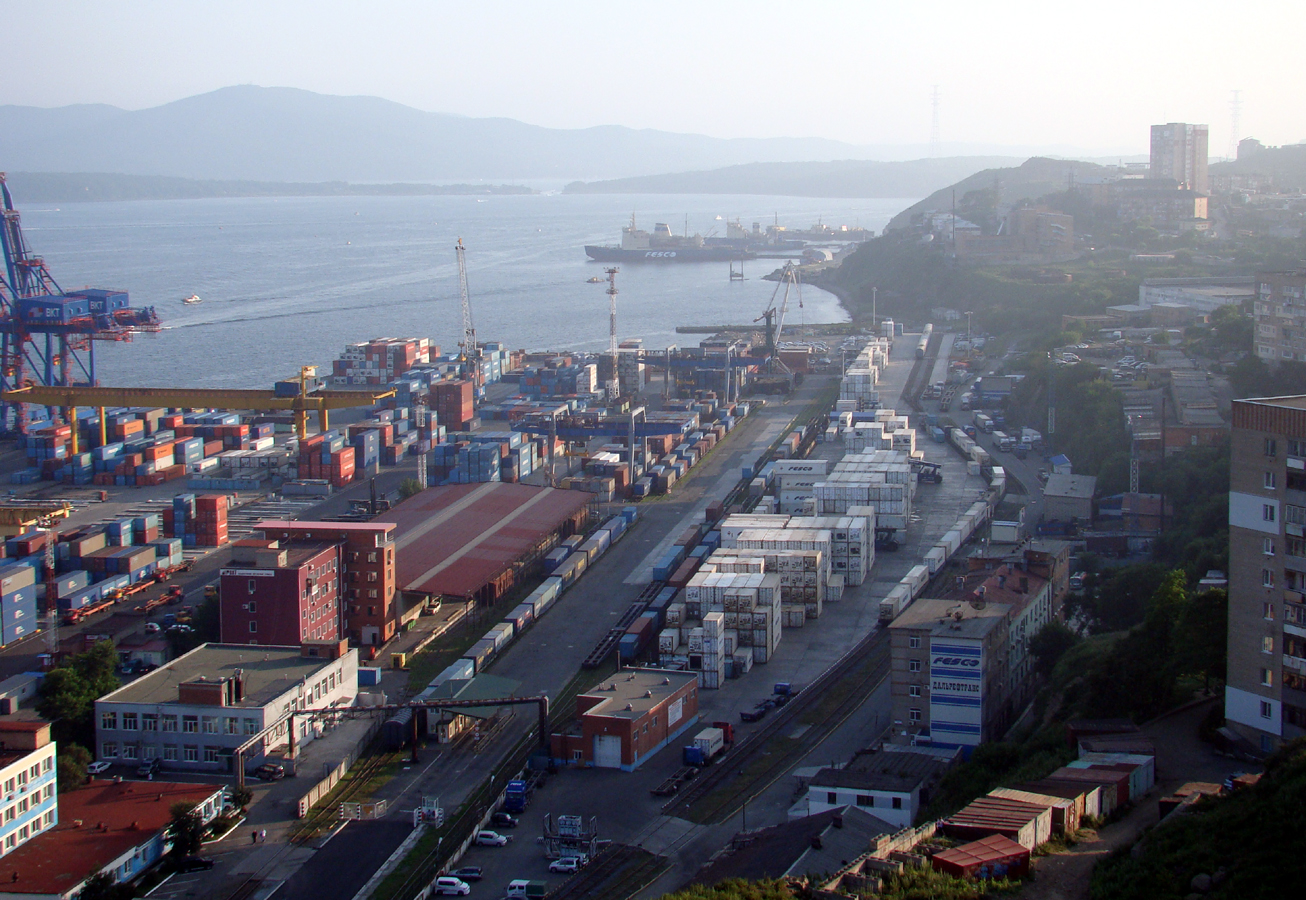
해당 산에서 그 주변의 만으로 바라보고 있는 풍경. 해당 항만터미널은 블라디보스토크항 컨테이너 터미널이다.

블라디보스토크항(러시아어: Порт Владивостокский, Port of Vladivostok)은 러시아 프리모르스키 변경주 블라디보스토크의 표트르 대제만에 면하고 있는 주요 항만이다. 그러나 극동 러시아에서 매우 중요한 물류 거점 기지 중의 하나로 손을 꼽으며, 아태 일대는 물론 러시아 자국 내에서도 위상이 제일 중요한 항구이다. 다만 대한민국, 조선민주주의인민공화국, 일본, 중국 등과도 직접 연결시켜 주는 주요 항구로 분류된다. 또한 이 항구에서는 동해항국제여객터미널로 향하게 되는 DBS크루즈훼리의 이스턴드림호가 매주 1회씩 격주 운항하는 것으로 알려져 왔다. 환적 처리된 화물 수송량은 2016년을 기준으로 5,637,000톤의 화물이 처리되었고, 컨테이너 수도 역시 513,481 TEU(2014년 기준)를 처리하였던 것으로 보인다. 약칭은 대체적으로 보면, 주로 VMTP(ВМТП)를 쓰며, FESCO 그룹의 일원으로 이룬다.

## 지리
블라디보스토크의 금각만 북서부 해안가에 위치하고 있으며, 러시아에서는 몇 안되는 부동항이기도 하다. 시차는 그리니치 표준시보다 10시간 늦으며, 수심은 -20 내지 -30m로 구성된다. 그리고 관제는 블라디보스토크 무선 센터이다. 그래서 이 항구는 한반도와도 가장 가까운 러시아의 항구이지만, 맑고 쾌청한 날에는 조선민주주의인민공화국은 물론 포시예트까지도 바라볼 수도 있다. 또한 라선특별시까지 뱃길로도 충분히 이어주는 중요 항구이다.

## 시설
- 부두수 : 15곳
- 부두의 총연장 : 4km
- 하역장 : 368,000 제곱미터
- 창고 : 65,900 제곱미터
- 항내의 임항선 총 연장 : 약 20km

정기 항로는 14항로이며, 그 중에서 12항로는 주로 컨테이너선을, 2항로는 RORO선으로 구성되어 있는 항로를 가진다. 해당 부두에서는 낱개 형태의 상품, 컨테이너, 자동차, 정유 시설 등이 전부 15버스로 이루어진다. 부두의 평균 수심은 상술한 바와 같이 -20 ~ -30 m로 이루어진다. 또한 정온 컨테이너 전용을 가진 전원은 대체적으로 600개소가 별도로 준비되어 있다. 항만 지구의 창고는 65,900제곱미터이지만, 옥외의 경우 368,000제곱미터로 이룬다. 그 외에도 자동차 전용 창고도 물론 갖춘다. 2014년 6월에는 블라디보스토크항의 역사상 최고 물동량인 47,777TEU까지 달성되었고, 이는 극동 러시아 지역의 주요 항만에서의 컨테이너 물동량이 월간 최고 기록을 경신하였다. 또한 해당 연도인 2014년에는 513,481 TEU로 극동 러시아 지역의 항만 물동량이 최고 기록을 경신한 것으로 나와 있다.

## 화물
러시아 혁명 직후에는 군항이 인접해 있기 때문에, 폐쇄 도시로 이루어져 있어, 러시아 자국 내의 화물 또는 북한 및 일본 수출용 화물만 제한적으로 취급하였으나, 1991년 이후부터는 국제무역항으로 발돋움하였지만, 개방을 계기로 무역과 러시아의 국내용 화물의 비중이 도리어 역전되고 있는 추세이다. 다만 화물 물동량은 전부 한국, 일본, 대만, 필리핀, 홍콩, 중국, 베트남, 태국, 말레이시아, 싱가포르, 인도네시아, 호주, 캐나다, 미국 등지에서 유입된 것으로 추정된다. 그리고 2016년의 총합 물동량은 5,637,000톤의 화물이 누적으로 처리된 기록을 갖고 있다.

## 교통편
- 시베리아 횡단 철도 - 블라디보스토크 역과 인접한다.
- 블라디보스토크 국제공항까지 이동할 경우 - 블라디보스토크 역을 기준으로 대중교통은 107번 버스를 이용, 2시간 8분 소요되며 자가용의 경우 1시간 5분 소요. 요금은 107번 버스 기준 100 루블(유로화와 한화로 환산 시 약 1.11€/1,490원)의 비용이 적용.

## 같이 보기
- 러시아의 비자 정책(영어판, 러시아어판)
- 블라디보스토크 국제공항
- 라선시
- 부동항